# Tony Watt
Anthony „Tony“ Watt (* 29. Dezember 1993 in Coatbridge) ist ein schottischer Fußballspieler.

## Vereinskarriere
Tony Watt wurde in Coatbridge geboren, das in der Region North Lanarkshire liegt und in unmittelbarer Nähe zu der größten Stadt Schottlands, Glasgow. Die Karriere von Watt begann bei Airdrie United im Juniorenbereich, bis er im Jahr 2010 erstmals in den Kader der ersten Mannschaft berufen wurde. Das Debüt für den Drittligisten gab er im Challenge Cup gegen Ayr United. Sein Ligaspieldebüt feierte Watt gegen den FC East Fife im August 2010, wobei dieser kurz nach seiner Einwechslung den Treffer zum 3:3 Endstand erzielen konnte. Im Dezember 2010 durch die Scottish Football League zum Young Player Of The Month ernannt wurden die beiden schottischen Topvereine Celtic und die Rangers auf den talentierten Stürmer aufmerksam. Im Januar 2011 unterschrieb Watt gemeinsam mit Kelvin Wilson der von Nottingham Forest kam einen Dreijahresvertrag bei den Hoops. In Glasgow spielte dieser zunächst in der Youth Academy und konnte in der Saison 2011/12 sein Debüt im Profikader von Celtic gegen den FC Motherwell geben. In der 59. Spielminute für Paweł Brożek eingewechselt erzielte Watt zwei Tore beim 3:0-Auswärtssieg. Nachdem Celtic zu Beginn der Saison 2013/14 mit Amido Baldé und Teemu Pukki zwei neue Stürmer verpflichtet hatte, wurde Watt zum belgischen Erstligisten und viermaligen Meister dem Lierse Sportkring Koninklijke verliehen. Im Juli 2014 wechselte Watt für eine unbekannte Ablöse zu Standard Lüttich, bei dem er einen langfristigen Vertrag bis 2019 unterschrieb. Er debütierte für das neue Team gegen den KV Kortrijk am 2. Spieltag der Saison 2014/15 als er in der 64. Spielminute für Paul-José Mpoku eingewechselt wurde. Bis zur Winterpause 2014/15 kam der Stürmer für den Verein in zwölf weiteren Ligaspielen zum Einsatz, und erzielte dabei zwei Treffer. Im Januar 2015 unterschrieb Watt einen Vertrag über dreieinhalb Jahre beim englischen Zweitligisten Charlton Athletic. Von November 2015 bis Januar 2016 wurde er an Cardiff City verliehen, gefolgt von einer weiteren Leihe ab Januar 2016 bis zum Saisonende an die Blackburn Rovers. Im Juli 2016 wurde Watt für die Saison 2016/17 an den schottischen Erstligisten Heart of Midlothian verliehen. Die Leihe wurde am 1. Januar 2017 beendet.

## Nationalmannschaft
Im September 2011 debütierte Watt in der U-19-Nationalmannschaft von Schottland gegen Slowenien, ein Jahr später in der U-20 gegen Mexiko, sowie in der U-21 gegen Luxemburg. Im März 2016 debütierte Watt in der schottischen A-Nationalmannschaft gegen Tschechien in Prag, als er für Ross McCormack eingewechselt wurde.

## Erfolge
mit Celtic Glasgow:
- Schottischer Meister: 2011/12, 2012/13
- Schottischer Pokalsieger: 2012/13